# Amphicnaeia albovittata
Amphicnaeia albovittata là một loài bọ cánh cứng trong họ Cerambycidae.